# 布丽吉特·费策尔
布丽吉特·费策尔（德語：Brigitte Fetzer，1956年5月17日—），德国前女子排球运动员。她曾代表东德国家队参加1980年夏季奥林匹克运动会排球比赛，获得一枚银牌。